# Liste der Biografien/Rieb
Liste der Biografien |
Portal Biografien |
Personensuche
# |
A |
B |
C |
D |
E |
F |
G |
H |
I |
J |
K |
L |
M |
N |
O |
P |
Q |
R |
S |
T |
U |
V |
W |
X |
Y |
Z |
?
 
Ra |
Rb |
Rd |
Re |
Rh |
Ri |
Rj |
Rk |
Rl |
Rm |
Rn |
Ro |
Rr |
Rs |
Rt |
Ru |
Rv |
Rw |
Rx |
Ry |
Rz
 
Ria |
Rib |
Ric |
Rid |
Rie |
Rif |
Rig |
Rih |
Rii |
Rij |
Rik |
Ril |
Rim |
Rin |
Rio |
Rip |
Riq |
Rir |
Ris |
Rit |
Riu |
Riv |
Riw |
Rix |
Riy |
Riz
 
Rieb |
Riec |
Ried |
Rief |
Rieg |
Rieh |
Riek |
Riel |
Riem |
Rien |
Riep |
Rier |
Ries |
Riet |
Rieu |
Riev |
Riew |
Riex |
Riez
Die Liste der Biografien führt alle Personen auf, die in der deutschsprachigen Wikipedia einen Artikel haben. Dieses ist eine Teilliste mit 59 Einträgen von Personen, deren Namen mit den Buchstaben „Rieb“ beginnt.

## Rieb

### Rieba
- Riebartsch, Bärbel, deutsche Fußballspielerin
- Riebartsch, Erich (1902–1986), deutscher Geistlicher und römisch-katholischer Theologe
- Riebauer, Harry (1921–1999), deutscher Schauspieler

### Riebe
- Riebe, Adolf (1889–1966), österreichischer Fußballspieler und -trainer
- Riebe, August (1867–1936), deutscher Ingenieur und Unternehmer
- Riebe, Brigitte (* 1953), deutsche SchriftstellerinBrigitte Riebe (* 1953)

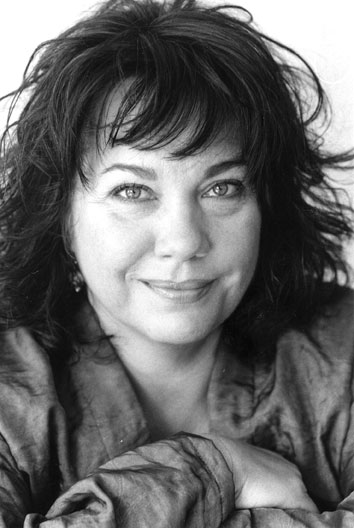
Brigitte Riebe (* 1953)

- Riebe, Christian (* 1963), deutscher Künstler und Musiker
- Riebe, Klaus (1927–2019), deutscher Agrarwissenschaftler und Hochschullehrer
- Riebe, Markus (* 1955), österreichischer Kunstpädagoge und Computer-Künstler
- Riebe, Xenia Marita (* 1957), deutsche Künstlerin
- Riebeck, Carl Adolf (1821–1883), deutscher Industrieller und Bergwerksunternehmer
- Riebeck, Emil (1853–1885), deutscher Chemiker, Ethnologe, Mineraloge, Naturforscher und Sammler
- Riebeck, Paul (1859–1889), deutscher Chemiker und Unternehmer
- Riebeeck, Abraham van (1653–1713), Generalgouverneur von Niederländisch-Indien
- Riebeeck, Jan van (1619–1677), niederländischer Arzt und Kaufmann; Begründer und erster Verwalter der Kapkolonie
- Riebel, Jochen (1945–2015), deutscher Jurist und Politiker (CDU)
- Riebel, Paul (1918–2001), deutscher Betriebswirt
- Riebel, Werner (* 1937), deutscher Hochschullehrer
- Riebeling, Roland (* 1978), deutscher Schauspieler
- Rieben, Georg Alexander von (1799–1877), mecklenburgischer Gutsbesitzer, Landrat und Politiker
- Rieben, Henri (1921–2006), Schweizer Vorreiter für die europäische Integration
- Rieben, Julius von (1800–1888), preußischer Generalleutnant, Bevollmächtigter im Bundesrat des Norddeutschen Bundes und Herr auf Schildberg
- Rieben, Margrit (* 1963), Schweizer Schlagzeugerin
- Rieben, Vico von (1910–2000), deutscher Offizier, zuletzt Brigadegeneral der Bundeswehr
- Riebenbauer, Franz (* 1946), österreichischer Landwirt und Politiker (ÖVP), Landtagsabgeordneter
- Riebenbauer, Matthias (* 1993), österreichischer Radrennfahrer
- Riebenbauer, Werner (* 1974), österreichischer Radrennfahrer
- Riebensahm, Dietrich (1931–2013), deutscher Politiker (FDP), MdB
- Riebensahm, Hans-Erich (1906–1988), deutscher Pianist
- Riebensahm, Karin (1932–2009), deutsche Metall- und Emailgestalterin und Grafikerin
- Riebensahm, Paul (1880–1971), deutscher Ingenieur, Manager und Hochschullehrer
- Riebensahm, Peter (* 1938), deutscher Hochspringer
- Rieber, Alois (1876–1944), deutsch-böhmischer Bildhauer
- Rieber, Angelika (* 1951), deutsche Historikerin und Autorin
- Rieber, Gerhart (1930–2005), deutscher Holzbildhauer
- Rieber, Josef (1862–1934), österreichischer Priester, Orientalist, Kirchenrechtler und Hochschullehrer
- Rieber, Jürgen (* 1965), deutscher Handballschiedsrichter
- Rieber, Karl (1888–1957), deutscher Bildhauer
- Rieber, Simon (* 1994), bildender Künstler aus Tansania
- Riebesehl, Heinrich (1938–2010), deutscher Fotograf der Nachkriegszeit
- Riebesel, Annegrete (* 1962), deutsche Glaskünstlerin, Grafikerin und Restauratorin
- Riebesel, Marielies (1934–2015), deutsche Textilkünstlerin, Malerin und Grafikerin
- Riebesell, Paul (1883–1950), deutscher Mathematiker und Versicherungsfachmann
- Riebesell, Ulf (* 1959), deutscher Meeresbiologe und Meereskundler

### Riebi
- Riebicke, Gerhard (1878–1957), deutscher Fotograf
- Riebicke, Otto (1889–1965), deutscher Publizist und Schriftsteller

### Riebl
- Riebl, Michael (* 1960), österreichischer Filmregisseur, Fernsehregisseur und Kameramann
- Rieble, Egon (1925–2016), deutscher (schwäbischer) Kunsthistoriker, Schriftsteller und Dichter
- Rieble, Nico (* 1995), deutscher Fußballspieler
- Rieble, Volker (* 1961), deutscher Jurist
- Riebli, A. J. III (* 1969), US-amerikanischer Schauspieler und Synchronsprecher
- Riebli, Janik (* 1998), Schweizer Skilangläufer
- Riebling, Johann (1494–1554), deutscher evangelischer Theologe und Reformator

### Riebn
- Riebniger, Wilhelm (1943–2018), deutscher Politiker (CDU)

### Riebo
- Riebold, Fritz (1888–1968), deutscher Schriftsteller und Pfadfinderführer, später Pfarrer
- Riebow, Georg Heinrich (1703–1774), deutscher lutherischer Theologe, Konsistorialrat und Generalsuperintendent

### Riebs
- Riebsamen, Lothar (* 1957), deutscher Politiker (CDU), MdB
- Riebschläger, Ewald (1904–1993), deutscher Wasserspringer
- Riebschläger, Klaus (1940–2009), deutscher Jurist und Politiker (SPD), MdA